# Cuencas costeras Carampangue-Lebu
Las cuencas costeras Carampangue-Lebu son el espacio natural de varias cuencas costeras exorreicas de régimen pluvial ubicadas entre el río Carampangue y el río Lebu que nacen en las últimas estribaciones de la cordillera de Nahuelbuta y tras corto trayecto desembocan en el océano Pacífico. Figuran en el inventario de cuencas de Chile (BNA) con el número 086.

## Límites
Las cuencas están ubicadas en la Provincia de Arauco de la Región del Biobío, entre las comunas de Arauco, Lebu y Curanilahue. Limitan al norte con la bahía de Arauco, al oriente con las cuencas costeras e islas entre ríos Biobío y Carampangue , al sur con la cuenca del río Lebu y al oeste con el océano Pacífico. El área cubierta por las cuencas es de cerca de 611 km².: 20 
Sus extremos alcanzan las coordenadas geográficas 37°8′ S, 37°36′ S, 73°23′ O y 73°39′ O.: 20 

## Población
| Cuenca                    | Provincia        | Comuna           | Área total de la comuna [km²] | Área de la comuna en la cuenca [km²] | Representatividad en la cuenca [%] |
| Costeras Carampangue-Lebu | Arauco           | Arauco           | 959,9                         | 501,3                                | 80,6                               |
| Costeras Carampangue-Lebu | Arauco           | Lebu             | 564,5                         | 91,9                                 | 14,8                               |
| Costeras Carampangue-Lebu | Arauco           | Curanilahue      | 1.002,9                       | 28,9                                 | 4,6                                |
| Superficie total          | Superficie total | Superficie total | Superficie total              | 622,1                                | 100                                |

## Subdivisiones
La Dirección General de Aguas subdivide o reúne las cuencas de Chile acorde a las necesidades de estudio y gestión. Existen dos inventarios que han logrado ser aceptados como principales, el del inventario de cuencas del Banco Nacional de Aguas (BNA) de 1978, de mayor uso, y el inventario de cuencas del Departamento de Administración de Recursos Hídricos (DARH) de 2014 de mejor cartografía que ha obligado a redefinir algunos límites, a veces con cambios mayores, pero también por algunas redefiniciones del concepto de subcuenca.
Bajo el BNA el código del ítem es 086. El inventario DARH reúne las cuencas BNA 084, 085 y la mitad oriental del ítem 086 en el ítem DARH 0804. 
La subdivisión del BNA es como sigue:
| Cuenca                                 | Subcuenca | Subsubcuenca | Aguas                                                        | Área drenaje km² | Observaciones |
| -------------------------------------- | --------- | ------------ | ------------------------------------------------------------ | ---------------- | ------------- |
| 086 Costeras Carampangue - Lebu (mapa) |           |              |                                                              |                  |               |
| 086                                    | 0860      | 08600        | Costeras entre Río Carampangue y Punta Lavapie               | 276              |               |
| 086                                    | 0861      | 08610        | Costeras entre Punta Lavapie y Río Quiapo                    | 157              |               |
| 086                                    | 0862      | 08620        | Río Quiapo                                                   | 126              |               |
| 086                                    | 0863      | 08630        | Costeras entre Río Quiapo y Río Lebu                         | 65               |               |
| total:                                 | 4         | 4            | Región: VIII (100%) / Tipo: Exorreica / Desemb.: O. Pacífico | 624              |               |

## Hidrografía

### Red hidrográfica
Los cuerpos de agua considerados en esta categoría son:
También son registradas en la bibliografía:: 34 
- Estero Rumena, de una longitud de 5,3 km y que fluye de sur a norte. Nace a 269 m s. n. m.
- Estero Tropén, nace en los 4,2 m s. n. m. para fluir de este a oeste con una longitud igual a km.
- Estero Locobe, nace en los 220 m s. n. m., fluye de NE a SW y alcanza una longitud de 11,8 km.
- Estero Ranquil de 8,8 km de longitud, nace a los 247 m s. n. m. y se desliza con dirección NE-SW.
- Estero El Manzano (Lebu-Carampangue) que nace a 218 m s. n. m. y alcanza una longitud aproximada de 10,5 km, fluyendo en dirección SE-W.

Ver también el mapa de la zona del Instituto Geográfico Militar de Chile.

### Caudales y régimen
El régimen de la cuenca es pluvial.: 20 

### Glaciares
El inventario público de glaciares de Chile 2022 no consigna glaciares en las cuencas.: 68 

### Acuíferos
El acuífero es denominado Quiapo, con un área de 622,8 km² y coincide con el sector hidrogeológico de aprovechamiento común homónimo (código SHAC-08-09-387).: 20 

### Desaladoras
El catastro nacional de plantas y proyectos de desalinización de agua de mar en Chile no consigna plantas para desalinizar agua de mar en las cuencas de marras. Sin embargo, tras el terremoto de Chile de 2010, la República de India en conjunto con la empresa TATA, para brindar ayuda a los damnificados de Tubul, La Cal y Punta Lavapié, instaló 4 plantas desalinizadoras que funcionaban basados en membranas de osmosis inversa. Con el paso del tiempo, las municipalidades respectivas dejaron el mantenimiento de las plantas por falta de financiamiento y estas dejaron de funcionar. En 2019 se logró recomenzar las operaciones de la planta en Punta Lavapié, aunque solo a una fracción de su capacidad normal y solo temporalmente en casos de alta demanda.: 79 

### Humedales
En un informe del ministerio del Medio Ambiente de Chile se distingue 146 humedales de cuatro tipos diferentes y que cubren un área de 3028 hectáreas. El Humedal Tubul-Raqui sobresale entre ellos y tiene un grado de protección ambiental.: 61 

## Clima

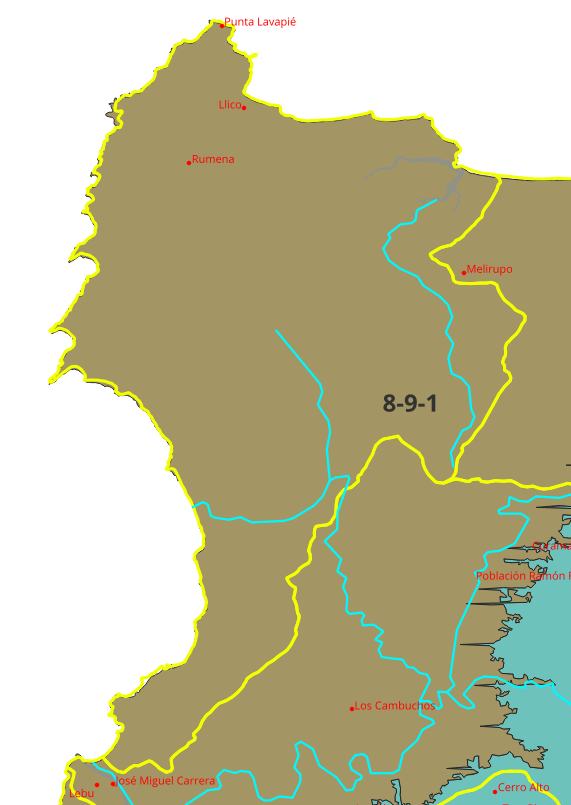
Distritos agroclimáticos en las cuencas costeras Carampangue-Lebu según el Atlas agroclimático de Chile.

El Atlas agroclimático de Chile distingue solo un distrito sobre todas las cuencas de este ítem:
- Templado cálido supratermal con régimen de humedad sub húmedo seco (Csb2Shs) La temperatura oscila entre un máximo de enero de 22,5 °C (máx de 26 °C y mín de 18,6 °C dentro del distrito) y un mínimo de julio de 5,7 °C (máx de 6,5 °C y mín de 4,7 °C dentro del distrito). Tiene un promedio de 297 días consecutivos libres de heladas. En el año se registra un promedio de 3 heladas. El período de temperaturas favorables a la actividad vegetativa dura 9 meses. Registra anualmente 1.185 días grado y 443 horas de frío acumuladas hasta el 31 de julio. La precipitación media anual es de 1.135 mm y un período seco de 5 meses, con un déficit hídrico de 465 mm/año. El período húmedo dura 5 meses durante los cuales se produce un excedente hídrico de 464 mm.

Diagrama Walter Lieth para la ciudad de Lebu, que está ubicada en el extremo sur del ítem.

Los diagramas Walter Lieth muestran con un área azul los periodos en que las precipitaciones sobrepasan la cantidad de agua que el calor del sol evapora en el mismo lapso de tiempo, (un promedio de 10 °C mensuales evaporan 20 mm de agua caída) dejando un clima húmedo. Por el contrario, las zonas amarillas indican que durante ese tiempo el agua caída puede ser evaporada por el calor del sol. El área gris señala meses muy húmedos.

## Economía
La actividad económica de la zona de las cuencas se distribuye en la agricultura, la industria manufacturera, la construcción, el comercio, la administración pública y la enseñanza.: 47 

## Áreas bajo protección oficial
Están oficialmente protegidos:: 67 
- Humedal Tubul Raqui
- Bien Nacional Protegido Humedales de Isla Raqui

En las cuencas no existen áreas pertenecientes al sistema nacional de áreas protegidas del estado (SNASPE), humedales RAMSAR, zonas de interés turístico, reservas de la biósfera ni áreas
de prohibición de caza.: 67 